# Varda Space Industries
Varda Space Industries — приватна американська дослідницька компанія зі штаб-квартирою в Ель-Сегундо, Каліфорнія. Заснована в листопаді 2020 року, компанія проєктує, будує та керує космічними апаратами, що призначені для виробництва матеріалів в умовах мікрогравітації. Компанія націлена на виробництво матеріалів у космосі, які важко виробляти в умовах гравітації Землі, і доставку цих матеріалів назад на Землю.